# 不知行地還付政策
不知行地還付政策（ふちぎょうちかんぷせいさく）とは、室町幕府8代将軍足利義政が行った政策で、寺社本所領と荘園の回復を図った政策である。

## 概要
8代将軍になった足利義政は、父の6代将軍足利義教と同じく将軍専制を志すようになり、元尾張守護代織田郷広の復帰を図ったり、伊勢貞親と季瓊真蘂の登用や山名宗全と細川勝元が支援した畠山政久に反対して畠山義就を支持するなど近臣の登用と守護大名家の介入を行った。
長禄2年（1458年）2月、義政は相国寺と鹿苑寺に実効支配が及ばない所領（不知行地）の還付を認める御教書を発布した。続いて越前でも所領の還付が行われ、寺社も還付された所領に代官を派遣、直接支配（直務）に乗り出した。幕府も寺社領の代官に幕臣を任命、派遣して寺社領への影響を及ぼした。
このような政策の背景には、守護側の寺社領への支配が挙げられる。守護は荘園の横領で家臣に与えたり、使節遵行や刈田狼藉で荘園の紛争に介入したり、守護請で領主の年貢納入を請け負う代わりに自分か家臣にその役割を負わせて収入を得るなどして守護領国制への指向を強めていった。義政は、そうした守護と家臣（国人）の関係を制限しようとしてこの政策を実行したのである。
だが、それは難航することになる。越前は長禄合戦で守護斯波義敏と守護代甲斐常治が越前の支配権を巡って争っていたが、原因は常治が越前の支配を推し進めていたことにある。実は、常治の甲斐氏は将軍の屋敷訪問と家督の安堵を受けていて、守護と同じ義務を負っているのである。しかも常治は斯波氏の執事でもあったため、領国における権勢が大きくなり、守護権をもって国人との結びつきを強めており、幕府と深い繋がりがあったため、不知行地還付政策を支持していた。常治派と幕府の政策によって荘園の代官職を奪われた国人衆は義敏を頼り、義敏も常治を排除して直接国人衆との結びつきを狙ったため、両者は衝突した。
康正2年（1456年）、義敏が常治を非難して義政に訴えたが、上記の問題で常治に非ありと認める訳にいかなかったため、義敏を敗訴として義敏が出奔、義敏の被官と常治の家臣が刃傷沙汰を起こす騒ぎに発展した。長禄元年（1457年）、義政は義敏と常治を和解させ、常治派が奪った所領を義敏派に返還するよう命令したが、返還がなかなか進まず、翌2年（1458年）7月に長禄合戦が勃発、義敏は堀江利真を、常治は息子の甲斐敏光と朝倉孝景を越前に派遣、本格的な内戦に発展した。
義政は関東の堀越公方足利政知の救援の総大将として義敏の斯波軍を派遣する予定だったが、和睦が決裂して内戦が起こったことに怒り、義敏と常治の和睦と関東出陣を命じたが、両者は互いに警戒して出陣せず、堀江利真は義敏の許可なしに寺社の直接支配を認めないと抵抗、長禄3年（1459年）2月の幕府の和睦工作も義敏方国人の反対で失敗した。しかし、長禄3年に常治方が優勢になり、5月に義敏は常治方の金ヶ崎城を攻めたが逆に敗北、激怒した義政によって当主の地位を追われた。8月に常治派が勝利したが、同月に常治が没したため、守護と守護代は義敏の子松王丸（義寛）と常治の孫千喜久丸（信久）に代えられた。が、肝心の関東征伐は当事者達が追放されたり死去したため行われず、現地の幕府派が反幕府派の古河公方足利成氏らの戦闘に敗北（太田庄の戦い）、義政の関東政策は失敗に終わった。
その後、応仁の乱で斯波氏は分裂、斯波義廉に就いた朝倉孝景は義政の工作で義敏に寝返り、甲斐敏光ら義廉方の国人を破って越前の実効支配を推し進め、危機感を抱いた義敏も退けて事実上越前を乗っ取った。その過程で国人に半済を分け与え、所領の横領も行ったため、幕府の還付政策は失敗に終わった。戦後義政は文明10年（1478年）に再び還付政策の実施に乗り出したが、応仁の乱で将軍家の権威が失墜していたため、成果は挙げられなかった。9代将軍足利義尚と10代将軍足利義稙も寺社領横領を繰り返す近江の六角高頼征伐（長享・延徳の乱）を強行したが、いずれも失敗に終わり幕府の失墜に繋がった。
なお、興福寺大乗院門跡経覚も横領に対抗するため、越前河口庄に代官として和田本覚寺住持蓮光を派遣したが、合わせて親交があった本願寺第8世法主蓮如を河口庄の吉崎に下向させた。蓮如はここを拠点に浄土真宗の布教に励むことになる。